# Гіацинто Тромп
Гіацинто Тромп (нід. Hyacintho Tromp; 10 вересня 1948, Аруба) — нідерландський антильський футболіст, який грав на позиції півзахисника. Відомий за виступами в складі клубу «Бубалі» та збірної Нідерландських Антильських островів, у складі якої був учасником фінального турніру чемпіонату націй КОНКАКАФ 1973.

## Футбольна кар'єра
Гіацинто Тромп народився на Арубі, і протягом усієї футбольної кар'єри грав у складі місцевого футбольного клубу «Бубалі». Неодноразово ставав чемпіоном острова, визнавався кращим футболістом острова. Грав також у складі збірної Нідерландських Антильських островів. У складі збірної брав участь у фінальному турнірі чемпіонату націй КОНКАКАФ 1973. У 1978 році він брав участь в іграх Центральної Америки і Карибського басейну. Після завершення виступів на футбольних полях Гіацинто Тромп став футбольним тренером.